# Helix (musikgrupp)
Helix är ett kanadensiskt hårdrocksband bildat 1974. Bandet är mest känd för sin hit "Rock You" från 1984.

## Medlemmar

### Nuvarande medlemmar
- Brian Vollmer – ledsång (1974–)
- Greg "Fritz" Hinz – trummor (1982–1996, 2009–)
- Daryl Gray – basgitarr, keyboard (1984–2002, 2009–)
- Kaleb "Duckman" Duck – gitarr (2009–)
- Chris Julke – gitarr (2014–)
- Gary Borden – gitarr (1996–1998, 2019–)

### Tidigare medlemmar
- Bruce Arnold – trummor (1974–1976)
- Ron Watson – gitarr (1974–1975)
- Rick "Minstrel" Trembley – gitarr (1974)
- Don Simmons – keyboard (1974–1976)
- Keith "Bert" Zurbrigg – basgitarr (1974–1980)
- Brent "The Doctor" Doerner – gitarr, sång (1975–1989, 1993, 2009–2012)
- Paul Hackman – gitarr (1976–1992; avliden 1992)
- Brian Doerner – trummor (1976–1980, 2005–2006)
- Leo Niebudek – trummor (1980–1982)
- Mike Uzelac – basgitarr (1980–1983)
- Dan Fawcett – gitarr (2002–2004)
- Shaun Sanders – gitarr (2002–2004)
- Jeff "Stan" Fountain – basgitarr (2002–2007)
- Jim Lawson – gitarr (2004–2009)
- Rainer Wiechmann – gitarr (2004–2007)
- Cindy Wiechmann – bakgrundssång, ledsång, keyboard, slagverk, akustisk gitarr (2004–2007)
- Paul Fonseca – basgitarr (2007–2009)
- Brent "Ned" Niemi – trummor (2007–2009)
- Rick VanDyk – gitarr (2007–2009)
- Sean Kelly – basgitarr (2009)
- Rob MacEachern – trummor (2009)
- John Claus – gitarr, piano (2009–2014)

### Turnerande medlemmar
- Peter Guy – basgitarr (1983)
- Mark Rector – basgitarr (1983)
- Denny Balicky (Blake) – gitarr (1990–1991)
- Greg "Shredder" Fraser – gitarr (1992–1996)
- Rick Mead – gitarr (1993–1999)
- Gary Borden – gitarr (1996–1998)
- Mark Chichkan – gitarr (1996–1999)
- Glen "Archie" Gamble – trummor (1997–2005)
- Gerry Finn – gitarr (1998–2002)
- Mike Hall – gitarr (1999–2002)
- Darren Smith – gitarr (2001–2002)

## Diskografi

### Studioalbum
- Breaking Loose (1979)
- White Lace & Black Leather (1981)
- No Rest for the Wicked (1983)
- Walkin' the Razor's Edge (1984)
- Long Way to Heaven (1985)
- Wild in the Streets (1987)
- Back for Another Taste (1990)
- It's a Business Doing Pleasure (1993)
- Rockin' in My Outer Space (2004)
- The Power of Rock and Roll (2007)
- A Heavy Mental Christmas (2008)
- Vagabond Bones (2009)
- Bastard of the Blues (2014)

### Livealbum
- half-ALIVE (1998)
- Live! in Buffalo (2001)

### EP
- Get Up! (2006)
- Skin in the Game (2011)

### Singlar
- "Don't Get Mad Get Even" (1983)
- "Heavy Metal Love" (1983)
- "Rock You" (1984)
- "Gimme Gimme Good Lovin'" (1984)
- "(Make Me Do) Anything You Want" (1984)
- "The Kids Are All Shakin'" (1985)
- "Deep Cuts the Knife" (1985)
- "Wild In the Streets" (1987)
- "Dream On" (1987)
- "Good To The Last Drop" (1990)
- "Running Wild In the 21st Century" (1990)
- "The Storm" (1990)
- "That Day Is Gonna Come" (1993)
- "The Same Room" (1998)
- "I'm a Live Frankenstein" (Brian Vollmer solo) (1999)
- "Fill Your Head With Rock" (2007)
- "Vagabond Bones" (2009)
- "When the Bitter's Got the Better of You" (2009)
- "Monday Morning Breakdown" (2009)
- "Make 'Em Dance" (2009)
- "All I Want for Christmas... Is the Leafs to Win the Cup" (2012)
- "Champagne Communist" (2012)